# Da pacem Domine (Schütz)
Pour l’article homonyme, voir Da pacem Domine.
Da pacem Domine (Seigneur, donne nous la paix), SWV 465, est une œuvre pour double chœur mixte de Heinrich Schütz composée en 1627. Elle a été composée à l'occasion de la diète d'Empire de 1627 visant à rétablir la paix pendant la guerre de Trente Ans. Elle se distingue par une écriture extrêmement innovante pour l'époque, opposant et combinant deux chœurs possédant chacun un texte, une musique et un style complètement différents.

## Historique et contexte

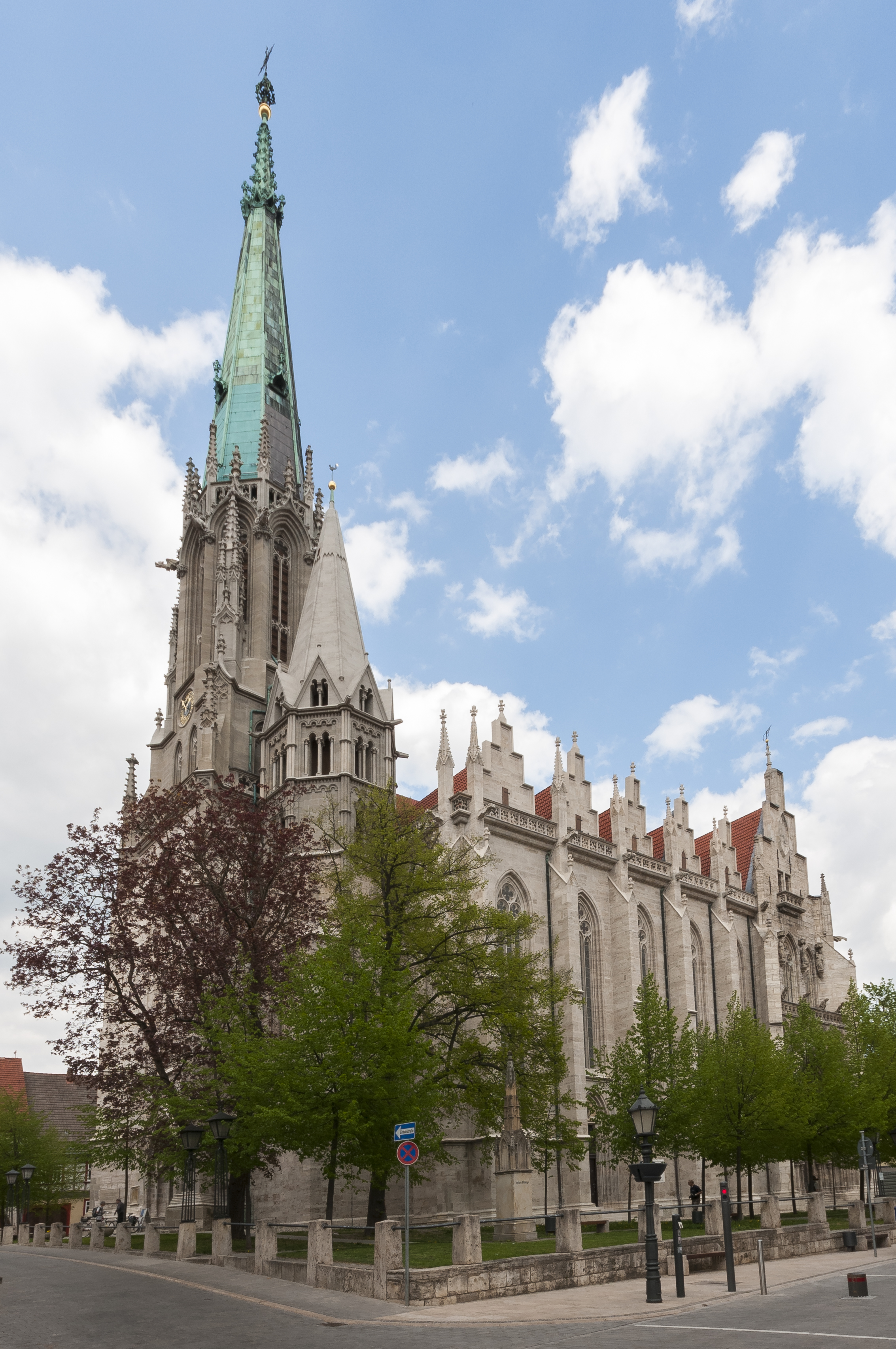
Marienkirche de Mühlhausen où a eu lieu la cérémonie d'accueil.

En 1627, Schütz est maître de chapelle de Jean-Georges Ier de Saxe, prince-électeur de l'électorat de Saxe. À ce titre, il est chargé de composer et diriger la musique de nombreuses cérémonies officielles. En octobre 1627, Jean-Georges Ier est convoqué à une diète d'Empire (Kurfürstentag), à Mühlhausen en Thuringe. Mülhausen est alors une ville libre d'Empire, et donc un terrain neutre nécessaire pour l'objectif de cette assemblée : trouver des règles de vie pacifiques entre catholiques et les protestants, au milieu de la guerre de Trente Ans, qui menace de basculer dans une "guerre totale". 
À cette diète assistent l'empereur Ferdinand II et six princes électeurs : le prince-archevêque de Mayence, le prince-archevêque de Cologne, le prince-archevêque de Trèves, l'électeur de Saxe (l'employeur de Schütz), le margrave de Brandebourg, et Maximilien Ier de Bavière qui remplace l'électeur Palatin, en disgrâce pendant la guerre de Trente ans. La Diète sera un échec.
Schütz compose pour cette occasion de la musique de table et des ballets, dont on n'a plus aucune trace, ainsi qu'un motet destiné à souhaiter la bienvenue et à adresser un fervent message de paix à l'empereur et aux princes-électeurs lors d'une cérémonie d'accueil, probablement à la Marienkirche (de) de Mühlhausen : le Da Pacem Domine.
Le manuscrit a été conservé à la bibliothèque de Königsberg mais a été détruit ou perdu pendant la Seconde Guerre mondiale. Il a été publié pour la première fois dans les œuvres complètes de Schütz par Philipp Spitta en 1893.

## Musique et texte
Il s'agit d'un double chœur (deux chœurs séparés), dans le style polychoral vénitien (Cori Spezzati) que Schütz a appris lors de ses voyages à Venise dans les années 1610. Schütz pousse cette technique à un niveau jusque-là inouï : il attribue deux textes, deux mélodies et deux styles complètement différents à chacun des chœurs, d'abord en alternance, puis combinés dans une même musique à neuf voix : selon le musicologue Klaus Fischer-Dieskau, il faudra attendre Don Carlos de Verdi en 1867 pour retrouver une telle dissymétrie entre deux chœurs. Beaucoup de compositeurs et notamment Jean-Sébastien Bach emploieront la technique du Cantus Firmus, opposant également deux mélodies et rythmes, mais dont l'une est à une seule voix et généralement en valeurs longues ne posant pas les mêmes problèmes de combinaison.

### Premier chœur
Le premier chœur (Primus Chorus) est à cinq voix, et chante l'antienne traditionnelle Da pacem Domine (Donne-nous la paix, Seigneur). La volonté de Schütz était de donner l'harmonie de ce chœur à cinq violes de gambe et le chant à une ou deux voix chantant sotto voce. L'intention de Schütz semble avoir été de donner une impression de prière fervente et introvertie, nimbée dans l'harmonie des violes. Le style de ce chœur est proche de la prima pratica dans un style sacré ancien.
Le texte est traditionnel et adresse un message de paix :
| Da pacem, Domine in diebus nostris quia non est alius qui pugnet pro nobis nisi tu Deus noster. | Donne la paix, Seigneur, à nos jours, car il n'y a personne d'autre que Toi, qui combatte pour nous, sinon toi notre Dieu. |

### Deuxième chœur
Le second chœur (Secundus Chorus) est à quatre voix et dans un style radicalement différent, volontaire et extraverti. Les quatre chanteurs, peut-être doublés par des cors et trompettes, clament des "vivat" envers l'empereur et les princes électeurs.
| Vivat Moguntinus Vivat Coloniensis Vivat Trevirensis Vivant tria fundamina pacis. Vivat Ferdinandus, Caesar invictissimus. Vivat Saxo Vivat Bavarus Vivat Brandenburgicus Vivant tria tutamina pacis. Vivat Ferdinandus, Caesar invictissimus. | Vive le prince-archevêque de Mayence Vive le prince-archevêque de Cologne Vive le prince-archevêque de Trèves Vivent les trois fondateurs de la paix. Vive Ferdinand , empereur invincible. Vive l'électeur de Saxe Vive Maximilien Ier de Bavière Vive le margrave de Brandebourg Vivent les trois gardiens de la paix. Vive Ferdinand , empereur invincible. |

## Dédicace de Schütz
On a retrouvé une dédicace de Heinrich Schütz présentant cette œuvre et indiquant ses volontés en matière d'exécution. Cette notice paraphrase le texte du chœur :

« (En latin)

Donne-nous la paix, Seigneur. Et longue vie à Ferdinand, le plus invincible empereur : l'homme le plus saint de Mayence, Cologne et Trèves : l'homme le plus brave de Bavière, Saxe et Brandebourg : le plus auguste des sept électeurs du Saint Empire Germanique, dieux de notre Allemagne, divinités tutélaires bénies, et messagers de paix !
Heinrich Schütz, maître de chapelle du sérénissime prince électeur de Saxe, souhaite et exprime ses vœux par neuf voix, et que ces hommes puissent, avec la protection de l'aide de Dieu éternel et tout puissant, établir et protéger les autels de la paix et de la liberté dans la Mühlhausen impériale, et garder les portes du temple de Janus fermement closes.

(En allemand)

Arrangement pour cette pièce : Primus Chorus de cinq voix, exécutée par cinq violes auxquelles un ou deux chanteurs peuvent s'ajouter en chantant discrètement [submissè].

Le Secundus Chorus est pour quatre chanteurs qui articulent le texte avec grâce et élégance, et à pleine voix. Il est également possible que ce chœur soit complètement séparé de l'autre. »